# St. Antonius (Hirzel)

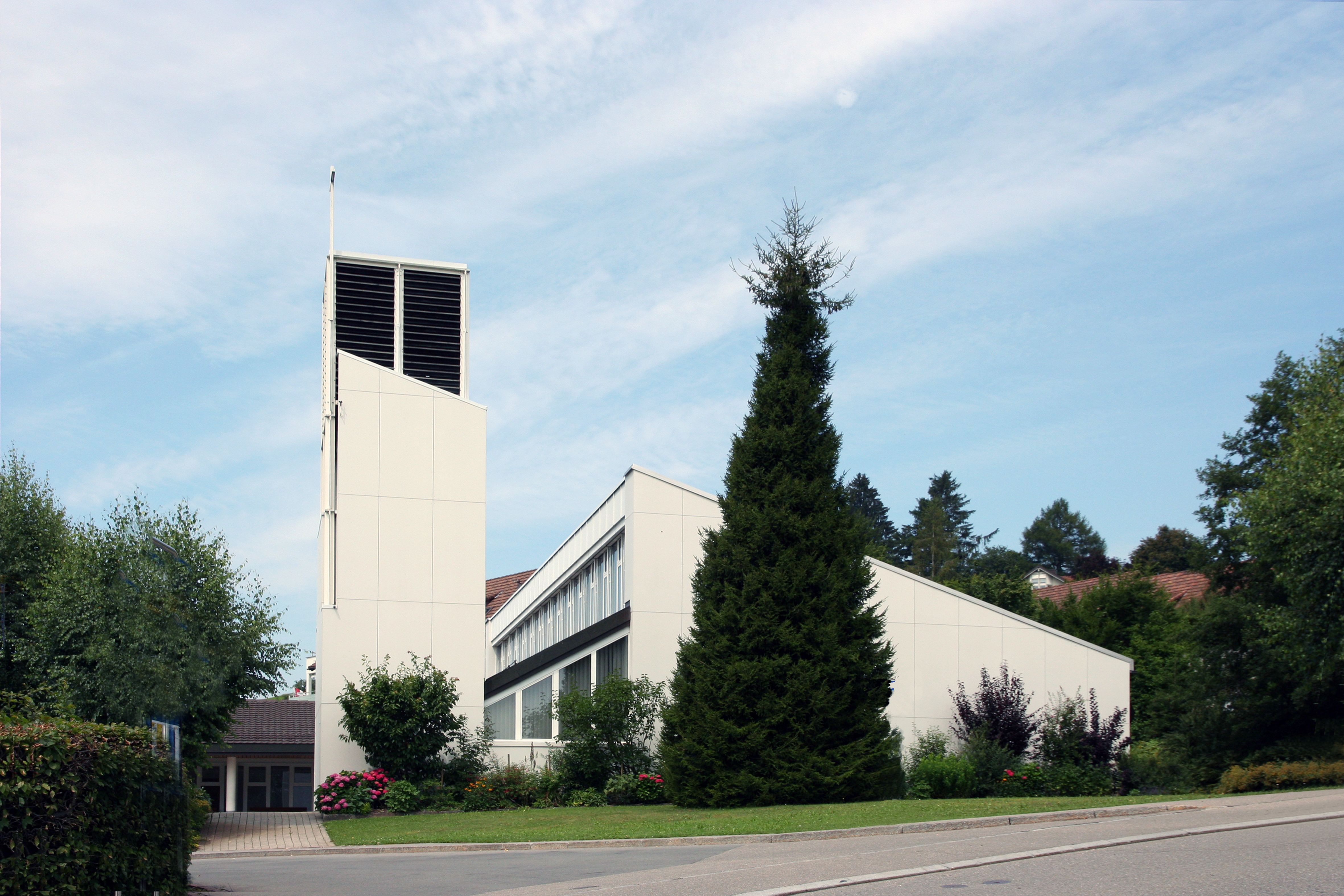
Kirche St. Antonius

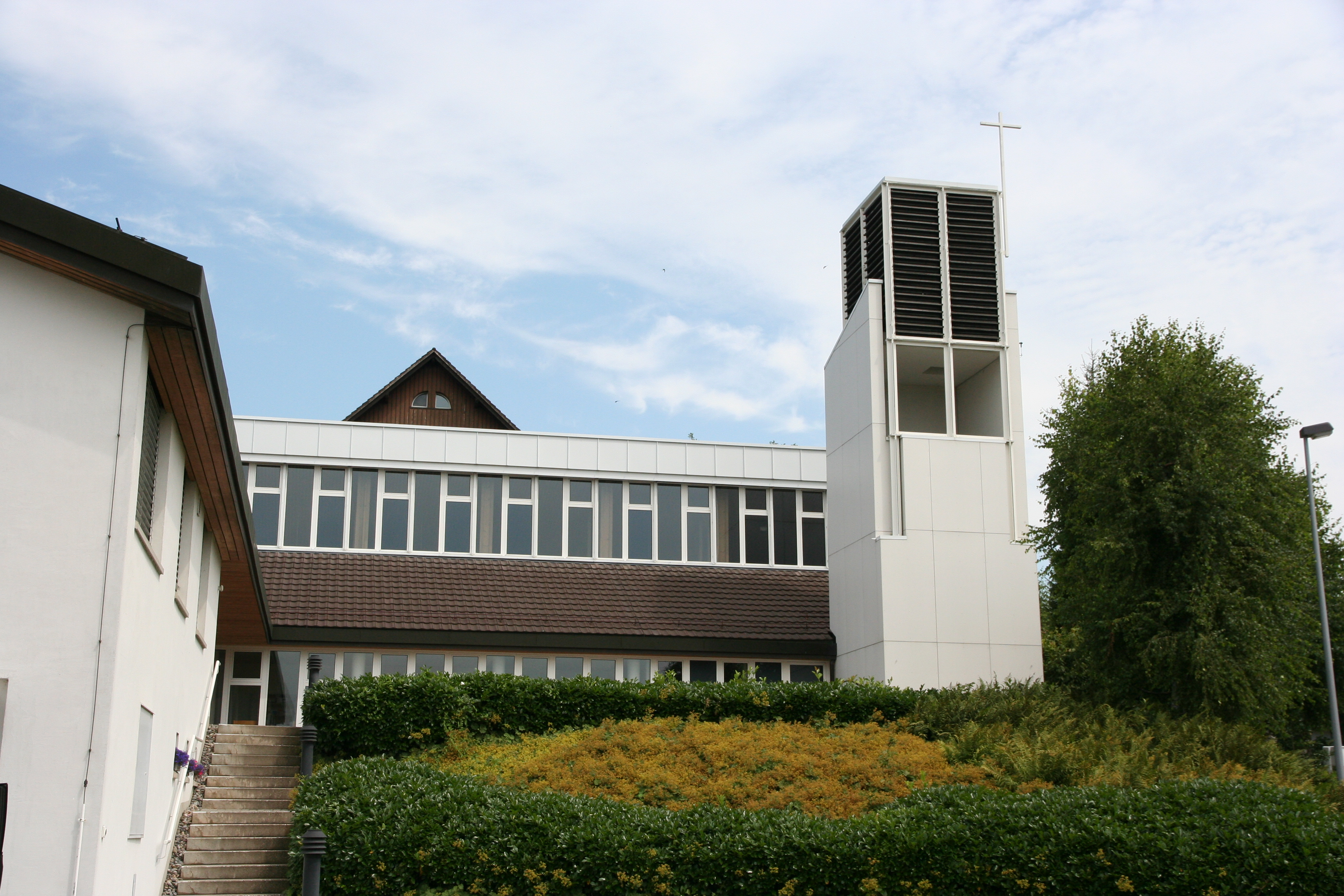
Ansicht von Süden

Die Kirche St. Antonius ist die römisch-katholische Pfarrkirche von Hirzel im Kanton Zürich. Sie ist dem Mönchsvater und Abt Antonius dem Grossen geweiht.

## Geschichte

### Vorgeschichte
Nach der Schlacht am Hirzel im Alten Zürichkrieg im Jahr 1443 wurde eine Kapelle in Hirzel gebaut, die dem hl. Niklaus von Myra geweiht gewesen war. Sie stand etwas unterhalb der heutigen reformierten Kirche Hirzel wahrscheinlich im Garten des alten Bürglerhauses und wurde im Jahr 1491 erstmals urkundlich erwähnt. Diese Kapelle war eine Filialkirche von Horgen, die Kollatur lag beim Fraumünster Zürich. Nach der Reformation in Zürich ab dem Jahr 1523 war der katholische Gottesdienst in den zürcherischen Untertanengebieten verboten. Die mittelalterliche Kapelle wurde fortan für reformierte Gottesdienste verwendet. Nach dem Bau der heutigen reformierten Kirche im Jahr 1616–1618 wurde die alte Kapelle dem Verfall preisgegeben. Im Jahr 1766 wurden die Überreste der mittelalterlichen Kirche abgetragen.

### Entstehungs- und Baugeschichte
Erstmals seit der Reformation wurde aufgrund des Toleranzedikts von 1807 die Feier von katholischen Gottesdiensten erlaubt, jedoch örtlich beschränkt auf die Stadt Zürich. Die Niederlassungs- und Religionsfreiheit der Helvetischen Republik und später des 1848 gegründeten schweizerischen Bundesstaates ermöglichten es den Katholiken aus der Zentral- und der Ostschweiz, aber auch aus dem benachbarten, katholisch geprägten Ausland, sich im Kanton Zürich niederzulassen und hier Arbeit zu suchen. Im landwirtschaftlich geprägten Gebiet von Hirzel zogen katholische Arbeitskräfte hinzu, welche ab 1865 die Möglichkeit hatten, in der Missionsstation Horgen zum katholischen Gottesdienst zu gehen. Im Jahr 1860 wurden in Hirzel 29 Katholiken als wohnhaft gemeldet. Diese Zahl stieg 1881 auf 112 an. 1923 wurde Hirzel von der neu gegründeten Pfarrei von Schönenberg aus betreut. Am 3. Dezember 1933 fand im Schulzimmer Hirzel-Kirche die erste katholische Messfeier in Hirzel seit der Reformation statt. Von da an fanden regelmässige Sonntagsgottesdienste in Hirzel statt. Da in den folgenden 20 Jahren die Zahl der Katholiken weiter anwuchs, wurde 1944 ein erster Seelsorger in das Dorf entsandt und Hirzel zum Pfarr-Rektorat ernannt. Von 1944 bis 1946 befand sich eine erste Notkapelle im Rothus. Der bereits 1927 eröffnete Kirchenbaufonds für Hirzel ermöglichte 1941 den Kauf eines Baugrunds. Auf diesem wurde in den Jahren 1946–1947 mit Fronarbeit der katholischen Bevölkerung eine erste eigene Kirche samt Pfarrhaus erbaut. Per 1. Juli 1949 ernannte der Bischof von Chur, Christian Caminada, Hirzel zu einer eigenständigen Pfarrei. Obwohl die Kirche in den folgenden Jahrzehnten für die stetig wachsende katholische Pfarrei zu klein wurde, konnte aus finanziellen Gründen kein Neubau realisiert werden. Erst 1978 wurde eine Baukommission eingesetzt, 1985 ein an das Gelände der alten Kirche angrenzendes Areal dazugekauft und 1988 ein Architekturwettbewerb ausgeschrieben. Das Projekt Dorfchile von Architekt Egon Dachtler, Horgen, wurde als Sieger gekürt und weiter ausgearbeitet. Am 9. September 1990 erfolgte die Grundsteinlegung durch Gebhard Matt im Auftrag des Diözesanbischofs Wolfgang Haas. Am 8. September 1991 wurde die Kirche samt Pfarreizentrum vom Abt von Einsiedeln, Georg Holzherr, geweiht.
Die Pfarrei Hirzel-Schönenberg-Hütten wurde im Rahmen des Anschlusses der Dörfer an die Gemeinden Horgen und Wädenswil ebenfalls aufgeteilt. Per 1. Januar 2020 ist die Kirchgemeinde Horgen auch für die Kirche St. Antonius (Hirzel) zuständig, während die Kirchgemeinde Wädenswil für die Kirchen Hl. Familie Schönenberg und  St. Jakobus Hütten verantwortlich ist. Mit ihren 6'084 Mitgliedern (Stand 2021) ist die Kirchgemeinde Horgen eine der grösseren katholischen Kirchgemeinden des Kantons Zürich.

### Namensgebung
Anders als oft bei den neu erbauten katholischen Kirchen im Kanton Zürich üblich, wurde die erste katholische Kirche von Hirzel im Jahr 1946 nicht auf den Patron der mittelalterlichen Kirche geweiht, sondern auf Antonius den Grossen, der als Patron der Bauern gilt. In der Urkunde im Grundstein der ab 1990 neu erbauten zweiten Kirche steht dazu: «Mit der Weihe auch der neuen Kirche auf den Namen des heiligen Abtes Antonius bekunden wir die Dankbarkeit unserer Vorfahren gegenüber. In der Mehrzahl Bauern, haben sie, sich dem Schutze ihres Patrons anvertrauend, in diesem von der Landwirtschaft geprägten Gebiet die Pfarreigemeinschaft aufgebaut.» Die Festschrift von der Kirchweihe aus dem Jahr 1991 nennt jedoch neben dem hl. Antonius auch den hl. Nikolaus als zweiten Patron der Kirche, wodurch das Patronat der mittelalterlichen Kapelle von Hirzel ebenfalls aufgegriffen wurde.

## Baubeschreibung

### Kirchturm und Äusseres
Die Kirche St. Antonius liegt an der Feldstrasse 2 südlich des Dorfzentrums von Hirzel. Die Hanglage und die angrenzenden Gebäude beeinflussten das Erscheinungsbild des Pfarreizentrums samt Kirche. Der Architekt Egon Dachtler schreibt dazu: «Die geschlossene, talseits ansteigende Altarwand leitet in den integrierten Turm über und lässt das grossflächige Pultdach über dem Kirchenraum sichtbar werden.» Das kirchliche Zentrum ist winkelförmig angeordnet, sodass zwischen den beiden Gebäudeteilen ein Vorplatz entsteht, über den der Besucher am flankierenden Kirchturm vorbei ins Foyer des Gebäudes gelangt.
Der Kirchturm beherbergt ein vierstimmiges Geläut, das am 18. Januar 1991 von der Glockengiesserei Carl Metz, Karlsruhe, gegossen wurde. Am 26. Mai wurden die Glocken durch den Dekan Martin Kopp gesegnet und anschliessend in den Turm aufgezogen.
| Nummer | Gewicht | Durchmesser | Ton | Widmung        | Inschrift                                                                                                  |
| ------ | ------- | ----------- | --- | -------------- | --- |
| 1      | 550 kg  | 395 mm      | a1  | Dreifaltigkeit | Vater, alle sollen eins sein damit die Welt glaubt. Joh 17,21                                              |
| 2      | 370 kg  | 810 mm      | c2  | Muttergottes   | Was er euch sagt, das tut. Joh 2,5                                                                         |
| 3      | 250 kg  | 720 mm      | d2  | Abt Antonius   | Gewinnen wir einen Bruder so gewinnen wir Gott (Antonius)                                                  |
| 4      | 135 kg  | 600 mm      | f2  | Kinder         | Lasset die Kinder zu mir kommen, hindert sie nicht daran! Denn Menschen wie ihnen gehört das Reich Gottes. |

### Innenraum und künstlerische Ausstattung

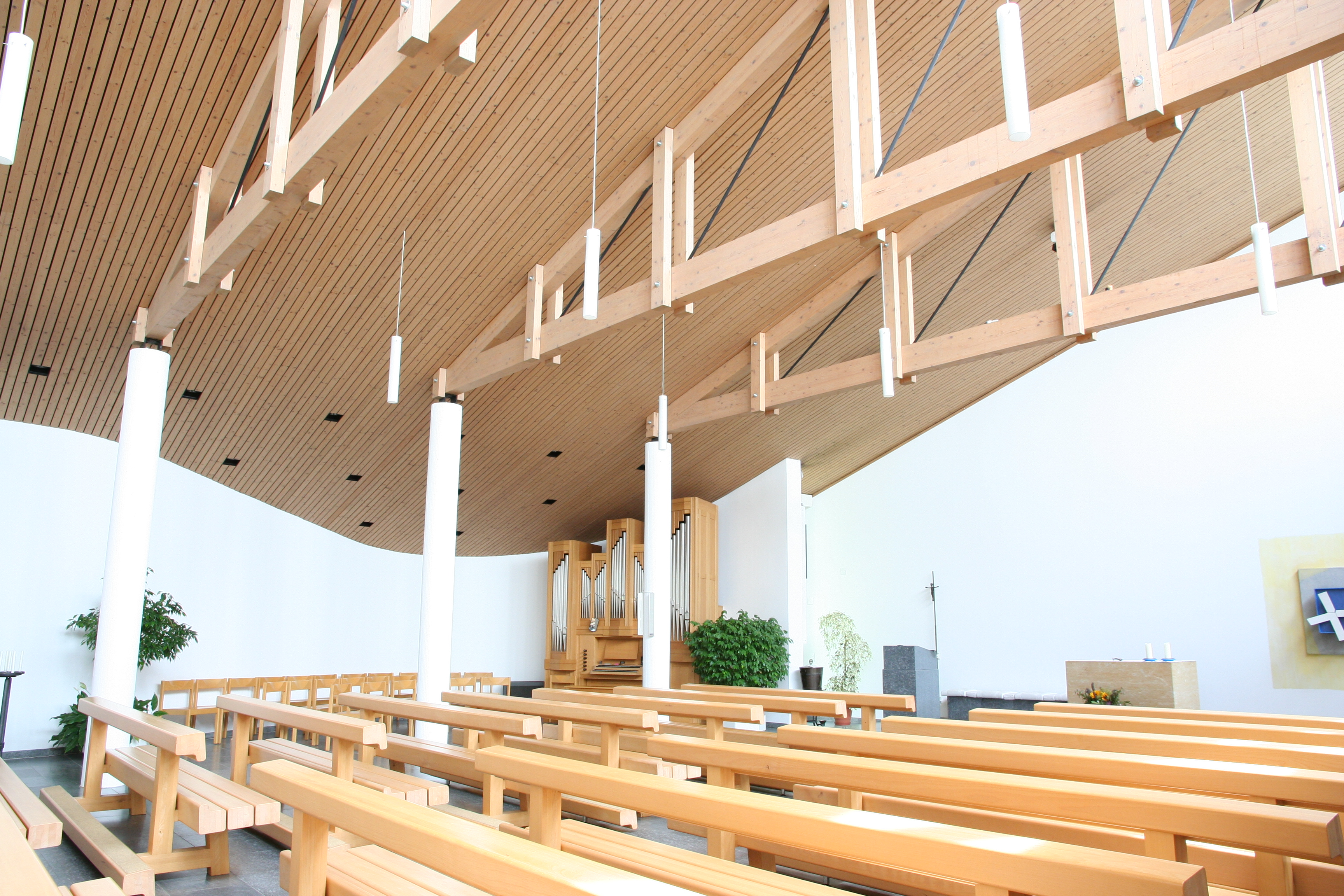
Innenansicht

Über einen Vorraum gelangt der Besucher in das Innere der Kirche. Der Gottesdienstraum ist ein rechteckiger Raum, der jedoch an der Nordwand eine konvexe Ausbuchtung besitzt, in der die Pfeifenorgel aufgestellt wurde. Die Kirche ist geostet und kann durch das Öffnen der westlichen Wand um die Fläche eines Saales vergrössert werden. Das Pultdach ruht auf Säulen und verleiht durch seine ansteigende Form dem Kirchenraum Dynamik. An der südlichen Seitenwand sind im oberen Bereich Fenster in der Tradition eines Lichtgadens eingelassen, sodass das Tageslicht den Raum erhellen kann. Der Altarbereich wurde vom Künstler Josef Rickenbacher gestaltet; Altar, Ambo und Taufstein bilden mit dem Tabernakel eine Einheit. Eine Antoniusstatue findet man in der Kirche rechts vom Kircheneingang. Auf der dem Kircheneingang gegenüberliegenden Seite steht eine Marienstatue – eine Kopie der Einsiedler Schwarzen Madonna –, die aus der Vorgängerkirche übernommen wurde.

### Orgel

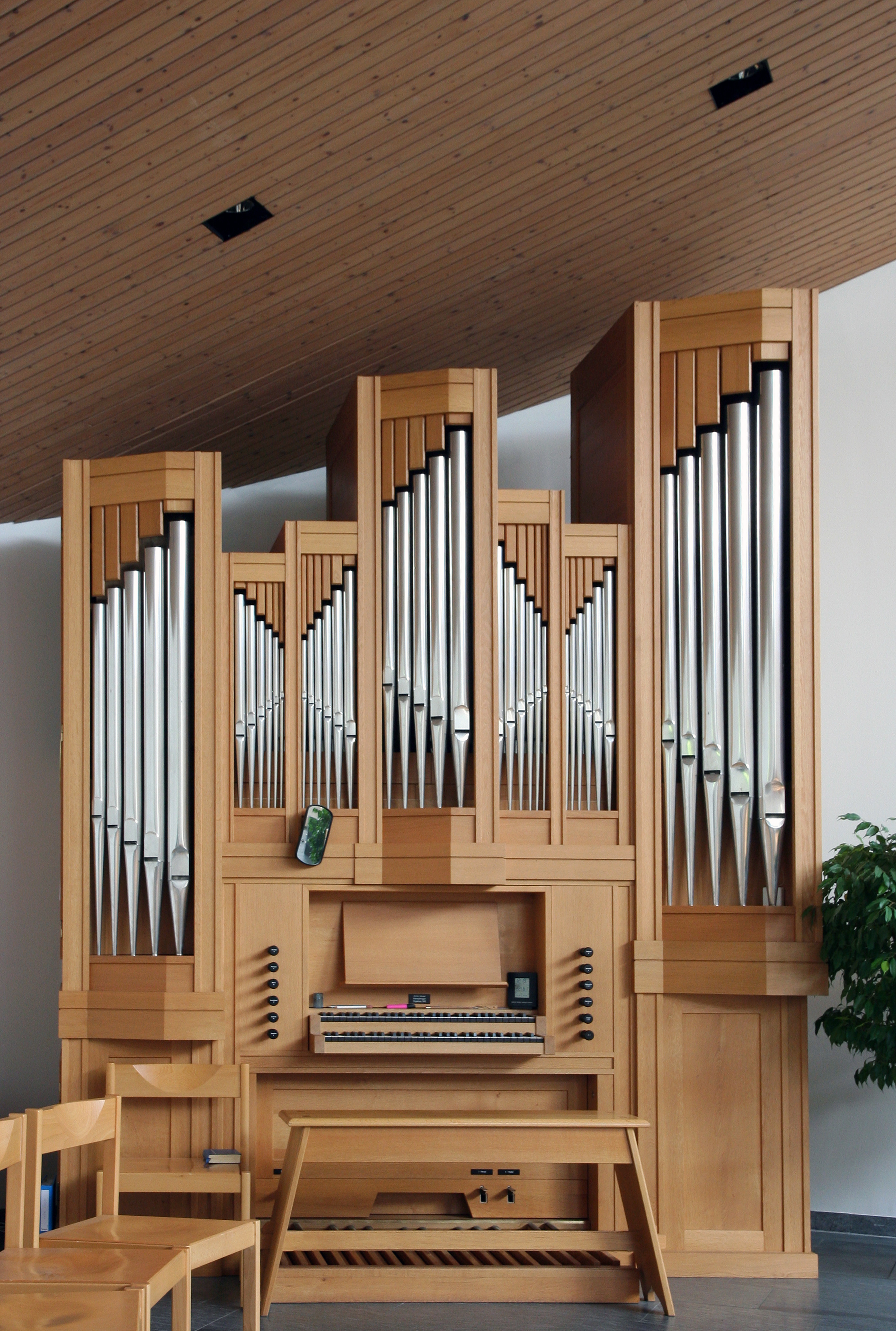
Prospekt der Hauser-Orgel von 1992

Die 1992 von Orgelbauer Armin Hauser, Kleindöttingen, erstellte Orgel besitzt eine mechanische Traktur mit Schleifladen und eine mechanische Registratur. 13 Register verteilen sich auf zwei Manuale samt Pedal. Am Christkönigssonntag, den 22. November 1992, wurde die Orgel in einem Festgottesdienst geweiht.
| I Manual        |    |
| Bourdon         | 8′ |
| Prinzipal       | 4′ |
| Oktave (Auszug) | 2′ |
| Mixtur III      |    |
| Krummhorn       | 8′ |

| II Manual       |                |
| Gedackt         | 8′             |
| Rohrflöte       | 4′             |
| Quinte (Auszug) | 2 ⁄3′          |
| Sesquialter     | 2 ⁄3′ + 1 3⁄5′ |
| Gemshorn        | 2′             |
| Larigot         | 1 ⁄3′          |

| Pedal     |     |
| Subbass   | 16′ |
| Bassflöte | 8′  |

- Koppeln: II/I, I/P, II/P